# Manuel Miserachs i Codina
Manuel Miserachs i Codina (Igualada, 1923 - 12 d'octubre de 2015) fou un advocat i polític català, militant d'Unió Democràtica de Catalunya des de 1948 i alcalde d'Igualada entre abril de 1979 i juny de 1991.
Va guanyar les eleccions municipals dels anys 1979, 1983 i 1987 encapçalant la llista de CiU. En la constitució de l'ajuntament de 1979 va obtenir el vot favorable de 10 regidors (9 de CiU i 1 de la Unió de Centre Democràtic) i el vot contrari de 10 regidors (8 socialistes i 2 comunistes). En les eleccions de 1983 CiU va obtenir 10 regidors, davant dels 9 de la llista del PSC encapçalada per Salvador Pelfort i dels 2 regidors d'Alianza Popular. En les eleccions de 1987 va tenir com a principal rival el socialista Antoni Dalmau i Ribalta, que en aquell moment era president de la Diputació de Barcelona. La llista de CiU obtingué una majoria absoluta d'11 regidors, davant dels 9 del PSC.
El mes de març de 1988 fou escollit primer president del Consell Comarcal de l'Anoia.
Usà els pseudònims Càndid, Ema-2, M. M. i Manuel en articles setmanals a la revista Vida en la dècada de 1960, en els articles "Diari d'un routier» " a Vida... (1963) i en la secció fixa "Del nou i del vell" des dels anys 1990 fins al 2001.
Casat i pare de 4 filles, va morir el 12 d'octubre de 2015.